# NK 세스베테
NK 세스베테(크로아티아어: Nogometni Klub Sesvete)는 크로아티아 자그레브 세스베테를 연고로 하는 축구단이다. 1941년에 창단되었다.

## 역대 감독
| 감독        | 임기        |
| ----------- | ----------- |
| 안테 차치치 | 1998 ~ 2000 |
| 안테 차치치 | 2013        |
| 스레텐 추크 | 2013 ~ 2014 |